# Кінгсбург (Каліфорнія)
Кінгсбург (англ. Kingsburg) — місто (англ. city) в США, в окрузі Фресно штату Каліфорнія. Населення — 12 380 осіб (2020).

## Географія
Кінгсбург розташований за координатами 36°31′12″ пн. ш. 119°33′20″ зх. д. / 36.52000° пн. ш. 119.55556° зх. д. (36.519922, -119.555676).  За даними Бюро перепису населення США в 2010 році місто мало площу 7,33 км², уся площа — суходіл. В 2017 році площа становила 9,22 км², уся площа — суходіл.

## Демографія
Згідно з переписом 2010 року, у місті мешкали 11 382 особи в 3822 домогосподарствах у складі 2937 родин. Густота населення становила 1554 особи/км².  Було 4069 помешкань (555/км²).
Расовий склад населення:
| - 75,3 % — білих - 3,4 % — азіатів - 1,3 % — корінних американців - 0,5 % — чорних або афроамериканців - 0,2 % — вихідців з тихоокеанських островів - 15,0 % — осіб інших рас |

До двох чи більше рас належало 4,3 %. Частка іспаномовних становила 42,9 % від усіх жителів.
За віковим діапазоном населення розподілялося таким чином: 29,6 % — особи молодші 18 років, 57,6 % — особи у віці 18—64 років, 12,8 % — особи у віці 65 років та старші. Медіана віку мешканця становила 33,7 року. На 100 осіб жіночої статі у місті припадало 92,9 чоловіків;  на 100 жінок у віці від 18 років та старших — 89,1 чоловіків також старших 18 років.
Середній дохід на одне домашнє господарство  становив 73 561 долар США (медіана — 57 723), а середній дохід на одну сім'ю — 87 508 доларів (медіана — 71 412). Медіана доходів становила 51 324 долари для чоловіків та 39 992 долари для жінок. За межею бідності перебувало 17,9 % осіб, у тому числі 26,4 % дітей у віці до 18 років та 8,4 % осіб у віці 65 років та старших.
Цивільне працевлаштоване населення становило 4910 осіб. Основні галузі зайнятості: освіта, охорона здоров'я та соціальна допомога — 24,6 %, мистецтво, розваги та відпочинок — 10,2 %, роздрібна торгівля — 10,0 %.